# Taximastinocerus kissingeri
Taximastinocerus kissingeri is een keversoort uit de familie Phengodidae. De wetenschappelijke naam van de soort is voor het eerst geldig gepubliceerd in 1963 door Wittmer.